# Kingdom (sèrie de televisió)
Kingdom (en hangul: 킹덤; Kingdeom) és una sèrie de televisió coreana de 2019 escrita per Kim Eun-hee i dirigida per Kim Seong-hun. Es tracta de la segona sèrie coreana original de Netflix, després de Love Alarm que, tot i així, va ser estrenada posteriorment. Kingdom es va estrenar el 25 de gener de 2019. És la segona sèrie original de Netflix de morts vivents. La producció és una adaptació de la saga webcòmic The Kingdom of the Gods, escrita per Kim Eun-hee i dibuixada per Yang Kyung-il.
La sèrie va aconseguir crítiques positives, i la seva segona temporada es començà a produir el febrer de 2019.

## Argument
Durant la dinastia Joseon, poc després de les Invasions japoneses de Corea el rei està suposadament malalt confinat al seu palau rodejat amb visites limitades per part dels metges, els guàrdies reials i la seua jove esposa embarassada, la reina Cho. El fill i hereu del rei, príncep de la corona Lee Chang, no té permès entrar-hi i no l'ha vist en deu anys. Al regne hi ha rumors que diuen que el rei està mort, generant malestar en la societat coreana.
El rei realment és mantingut viu de manera artificial amb la "planta de la resurrecció" per interès de la reina, qui espera que el seu descendent siga home perquè obtinga la categoria preferent d'hereu. El príncep sospita i va amb el seu servent Mu-Yeung a investigar què li va fer el metge a son pare. Alhora, el clan Cho li va parar al príncep una trampa per fer-lo parèixer un traïdor a la Corona.
La condició de mort vivent del rei es va estendre perquè mossegà l'ajudant del metge reial. Aquest ajudant mort va ser portat a Dongnae, on tenia la clínica, i on la gent es moria de fam, i aleshores se'l menjaren, convertint-se ells també en morts vivents.

## Repartiment

### Principal
- Ju Ji-hoon com el príncep hereu Yi Chang[11]
- Ryu Seung-ryong com a Cho Hak-ju[12]
- Bae Doo-na com a Seo-bi[13]

### Recurrent
- Kim Sang-ho[14] com a Moo-young.
- Heo Joon-ho[15] com a An Hyun.
- Jeon Seok-ho[16] com Beom-pal.
- Kim Hye-jun com la reina Cho.[10]

## Producció

### Desenvolupament
El 2017 la sèrie va ser anunciada per Netflix.
Un treballador de l'equip artístic morí per sobrecàrrega de treball el 16 de gener de 2018. El 14 de març de 2019, un altre membre de l'equip va morir, aquest per un accident de trànsit. Açò provocà la cancel·lació temporal d'una setmana de la producció.
La sèrie va sobrepassar el pressupost, costant cada episodi més d'1,7 milió d'euros. Quan encara no havien llençat la primera temporada, la segona temporada de la sèrie ja va ser anunciada. La filmació de la segona temporada començà el febrer de 2019.

### Repartiment
L'actor Song Joong-ki va rebre l'oferiment del paper protagonista però el va rebutjar.